# Zacharias Kopystenski

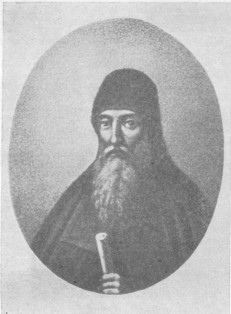
Zacharias Kopystenski

Zacharias Kopystenski (polnisch Zachariasz Kopysteński, ukrainisch Захарія Копистенський Sacharija Kopystenskyj, * zweite Hälfte des 16. Jahrhunderts in Przemyśl, Woiwodschaft Ruthenien, Polen-Litauen; † 21. März 1627 in Kiew, Königreich Polen-Litauen) war ein orthodoxer Theologe und Autor und Archimandrit des Kiewer Höhlenklosters (1624–1627).

## Leben
Zacharias Kopystenski war der Neffe von Michael Kopystenski. Er studierte aller Wahrscheinlichkeit nach in Lwów und ging 1616 auf Einladung des Archimandrit Jelyssej Pletenezkyj (1550–1624) nach Kiew, wo er sich der Kiewer Bruderschaft anschloss.
Er verfasste einige theologische Schriften, vor allem polemische Literatur und mehrere Übersetzungen griechischer theologischer und liturgischer Texte.
Am 20. November 1624 wurde er Archimandrit des Kiewer Höhlenklosters. Er starb 1627 in Kiew und wurde in der Mariä-Himmelfahrts-Kathedrale des Kiewer Höhlenklosters beerdigt. Sein Nachfolger wurde Petro Mohyla.

## Schriften
- Horarium, 1617, ein Stundenbuch aus dem Griechischen
- Sein Hauptwerk war die  Palinodija, 1621, eine gegen die Brester Union gerichtete umfassende Darstellung der orthodoxen Theologie der Kiewer Schule, welche in orthodoxen Kreisen als Manuskript gelesen und erst 1876 veröffentlicht wurde.
- Seine Grabpredigten zu seinem Vorgänger Jelyssej Pletenezkyj wurden 1625 veröffentlicht.
- Nomokanon, 1625, aus dem Griechischen, sowie
- einige Schriften von Johannes Chrysostomos, aus dem Griechischen.